# Личные имена в законодательстве Франции
В целях индивидуализации персоналии, с целью предоставления ему возможности участвовать в социальной жизни и отличаться от других людей, присваиваются личные имена, которые позволяют идентифицировать его от момента рождения до момента смерти.
Имя используется для описания человека в общественной жизни. Использование личного имени защищено законами Франции.

## Использование
Во Франции имя включается в себя собственно имя и фамилию. Также допускается включение прозвищ и дворянских титулов.